# Масі Найєм
Масі́-Мустафа́ Найє́м (пушту ‎ماسی نعیم, нар. 21 грудня 1984, Кабул) — український адвокат афганського походження, засновник юридичної компанії «Міллер», військовослужбовець ЗСУ, громадський діяч, правозахисник.

## Життєпис
Масі Найєм народився 21 грудня 1984 року в місті Кабул, Афганістан. Етнічний пуштун, рідна мова — дарі.
Мати — Латіфа Розаі, викладач математики. Померла в грудні 1984 року через 10 днів після народження Масі.
Батько — Мухаммад Наїм — заступник міністра освіти Афганістану у 1976 році. Помер в Києві 17 травня 2021 року.
Старший брат  — український політичний діяч, народний депутат України 8-го скликання, екс-заступник гендиректора ДК «Укроборонпром» Мустафа́-Масі́ Найє́м.
Молодша сестра — художниця Маріам Латіфа Найєм.
У 1986 році батько Мухаммад Наїм переїхав до Москви, де написав дисертацію на здобуття наукового ступеня кандидата психологічних наук в Академії психологічних наук Національної Академії Наук СРСР. Там він зустрів свою майбутню дружину — українку Валентину Колечко, з якою одружився в 1990 році.
Опісля вся сім’я переїхала до Києва, де проживала прийомна мати Валентини Колечко.

### Освіта
- Вересень-жовтень 1992 — навчався в санаторній школі-інтернат № 19[9].
- 1992—1996 — навчався в загальноосвітній школі № 61 м. Києва.
- 1996—1998 — навчався в загальноосвітній школі № 70 м. Києва.
- 1998—2002 — навчався в Технічному ліцеї Шевченківського району м. Києва[10].
- 1999—2002 — тренувався в спорт-клубі «Гермес» в секції рукопашного бою. Старший тренер: Кравченко Марк Михайлович, молодший тренер: Сердюк Федір Миколайович.
- 2003—2004 — навчався в театр-студії «Чорний Квадрат»[11]
- 2007 — закінчив Міжнародний Соломонів університет, юридичний факультет, отримав диплом спеціаліста з правознавства
- 2018 — випускник Української школи політичних студій
- 2018 — навчався в Aspen Institute Kyiv (див. Інститут Аспена)

## Професійна діяльність

### Кар'єра
- 2004 — молодший юрист в СОПУ
- 2006-2012 — робота в ТОВ “Делікатес” - компанія по управлінню активами в складі мережі “Козирна Карта”. Керував юридичним відділом, який обслуговував більше 16 юридичних осіб, 350 робочих місць. В тому числі провів успішну реорганізацію ТОВ “Делікатес” шляхом виділення, що заощадило акціонерам приблизно 2,8 млн. грн.
- 2011-2012 — представник мажоритарного акціонера на Раді акціонерів “Козирної Карти”[9].
- 26 вересня 2012 — створив власну юридичну компанію “Міллер”. З 2015 року керуючою компанії є Вербовенко Карина[12][13].
- 2 листопада 2018 — отримав свідоцтво адвоката[14].

### Гучні справи
- Юридична компанія Міллер захищає інтереси інвесторів зі Словаччини Річарда Душки і Юрая Душки у справі про незаконну перереєстрацію так званими «чорними нотаріусами» права власності на будівлю у Києві, яка супроводжується рейдерськими атаками на «Словацький дім»[15]. В жовтні 2019 року інвестор ТОВ «ВІ ГРУП ЮА» став стовідсотковим власником ТОВ «Фрунзе 69», якому належить будівля площею 5760,7 квадратних метрів за адресою Кирилівська, 69
- Один із захисників одеського активіста Сергія Стерненка[16][17][18]. Адвокат одного з учасників акції на підтримку Стерненка під стінами ОПУ Сергія Філімонова[19][20].
- Адвокат родини Сергія Старицького у справі вбивства Сергія Старицького[21]
- Захисник депутатки Олександри Устінової у справі проти скандального поліцейського чиновника Євгена Шевцова[22]

- Адвокат народного депутата Гео Лероса у справі про “плівки Єрмака”[23].
- Адвокат свідків-друзів Катерини Гандзюк у справі розслідування її вбивства. Окрім того, Масі Найєм захищає інтереси двох осіб-учасників акції “Хто замовив Катю Гандзюк” 9 лютого 2019 року, щодо яких завели кримінальну справу[24].
- Захисник інтересів арт-клубу Closer у справі про обшуки[25], проведені Нацполіцією під керівництвом Іллі Киви (на той момент — керівник Департаменту протидії наркозлочинності Нацполіції[26]) в арт-клубі Closer.

### Захист честі, гідності та ділової репутації
- Захисник інтересів “Телебачення Торонто” у позові від скандального пастора центру "Відродження" Володимира Мунтяна[27].
- Адвокат в.о. міністра охорони здоров'я України (серпень 2016—серпень 2019) Уляни Супрун.
- Адвокат українського журналіста Дениса Бігуса у “справі Гладковського”[28].
- Представляє інтереси “Української правди” у справі за позовом охоронної фірми “Донбас-Безпека”.
- Захисник професора журналістики Валерія Феліксовича Іванова[29]

### Правова допомога ветеранам російсько-української війни
- Захисник київського волонтера Романа Ханенка у справі масового вбивства на Житомирщині[30][31].
- Справа про вбивство Павла Шеремета. У листопаді 2019 Масі Найєм починав захист ветеранки бойових дій на Донбасі Інни Грищенко (“Пума”)[32]. В грудні 2019 під час обшуків в Андрія Антоненка Масі Найєм мав намір захищати у суді Андрія Антоненка, засновника і фронтмена гурту Riffmaster, учасника російсько-української війни. Після того, як з'явився епізод про Шеремета, Найєм вийшов зі справи через конфлікт інтересів[33].

- Захисник інтересів родичів Героя України, офіцера ЗСУ Валерія Чибінєєва у справі вибуху 24 серпня 2017 року у Києві на вул. Грушевського[34].

- У справі побиття журналіста проросійського видання “Страна” (2 липня.2019 на вул. Грушевського в Києві)[35] Масі Найєм захищає обвинуваченого у нападі - Олексія Цимбалюка, який також відомий як “кіллер Бабченка”[36].
- В грудні 2023 року разом із Любов'ю Галан став співзасновником Правозахисного центру для військовослужбовців «Принцип»[37].
- 7 липня 2025 року в Печерському суді Києва взяв на поруки полковника Іллю Лапіна.[38]

## Військова служба
- 2007 — закінчив кафедру військової підготовки Національного університету оборони, отримав звання офіцер запасу[9].

- 12 серпня 2015 — мобілізований[39] на військову службу у лавах Збройних силах України в складі 122 батальйону 81 бригади[40], позивний “Ґанз”. Посада — командир 2 взводу у складі 2 роти, ротний — Богдан Таранін[41][9].

- З грудня 2015 по березень 2016 — був приконтролений до ІПСО для роботи з Міністерством інформаційної політики. Там оформлював установки радіоелектронної боротьби, які передавали з США.
- З березня 2016 по 16 червня 2016 — служба на бойовій позиції в Новгородському під Горлівкою, стара назва “Нью Йорк”.
- З 17 червня по 22 жовтня 2016 — служба на позиціях в промзоні Авдіївки[9].
- 30 жовтня 2016 — демобілізований[42].
- 5 червня 2022 важко поранений у голову та око.[43]
- вересень 2022 року отримав звання лейтенанта.[44]
- на березень 2024 року є капітаном ЗСУ.[45]

## Нагороди
- Медаль "За служіння Ісламу та Україні" (14 жовтня 2019)[46].
- Нагрудний знак «За військову доблесть» (2022)[47].
- Медаль «За поранення» (важке) (2022).
- Відзнака Міністерства оборони України «Вогнепальна зброя» (2022).
- Лауреат Премії відкритого суспільства від Міжнародного фонду "Відродження" (2025)[48]

## Цікаві факти
- Після демобілізації з Донбасу привіз собаку на кличку Бармалей. Називає його ”авдіївським борзим”[49].
- 25 грудня 2015 Масі Найєм разом з друзями організували під стінами Кабміну у Києві акцію-дискотеку "Make Music Not Drugs"[50], мета якої — засудження дій правоохоронців під час обшуку в клубі Closer.
- В лютому 2016 року організував акцію на підтримку реформи патрульної поліції[51], під час якої на Софіївську площу у Києві вийшли від однієї до двох тисяч учасників[52][53].
- Учасник документального серіалу “КРУТИЙ ЗАМІС”[54].
- Працює над написанням власної книги.

## Інтерв'ю
- Хто ти, Масі Найєм із Miller?[55]
- Масі Найєм: Людина, яка йде в політику і не має мети, стає політичною повією[56]
- "Где война, там родина". История братьев Найем, которых увезли в СССР от войны в Афганистане[57]
- На войне человек становится нужным, потому люди будут хотеть войны, — Маси Найем[58]
- Десантник і собака. Масі Найєм розповідає правду про війну і дембель[49]
- Боявся цієї весни. Якихось загострень психологічних[9]
- Єдиний критерій, за якими людина автоматично стає «нашою» – репутація, – Масі Найєм, адвокат[59]
- «Це точно була не російська міна». Масі Найєм дав перше інтерв'ю після важкого поранення на фронті. Про своє поранення та військову службу він розповів "Телебаченню Торонто"
- «З такою підтримкою втрата ока не відчувається»: Перше інтерв'ю Масі Найєма після поранення / youtube